# Шпёрри, Лора
Лора Шпёрри (нем. Lore Spoerri, урождённая Леонора Шейн, нем. Leonore Schein, известная также под псевдонимом Лора Дюран, фр. Lore Durant; 28 августа 1910, Цюрих — 6 ноября 2000, Цюрих) — швейцарская скрипачка.
Родилась в семье еврейских эмигрантов, недавно перебравшихся в Швейцарию. Отец, Абрам Нехемия Шайн (1880—1949), в 1905 году прибыл в Цюрих из Екатеринослава и был скрипачом. Мать, Хана Двойра Ревинзон (1881—1928), родилась в Петропавловске; музыкантами, выступавшими в том числе и семейным трио, были её братья Гирш (1885—1961, скрипка), Йозеф Лейб (1893—1972, виолончель, ученик Юлиуса Кленгеля) и Йонас (1897—1979, скрипка, фортепиано, саксофон). Музыке выучили всех трёх дочерей, впоследствии отец выступал с ними в ансамбле, преимущественно в кинотеатрах: Генриетта (1906—1998) играла на фортепиано, Леонора на скрипке, а Регина на виолончели.
Училась у Александра Шайхета. В 1931 г. заняла пульт концертмейстера в Камерном оркестре Цюриха под управлением своего учителя. Выступала со своим оркестром и как солистка — в частности, осуществив в 1934 г. премьеру «Юморесок» Альбера Жана Мёшингера для скрипки с оркестром. Во второй половине 1930-х гг. играла преимущественно в кинотеатрах, ресторанах, и на радио, в годы Второй мировой войны выступала как ансамблистка во главе фортепианного Трио Лоры Дюран, осуществила в этом составе несколько небольших записей (миниатюры Феликса Мендельсона, Роберта Шумана, Иоганнеса Брамса, Фрица Крейслера). В 1938—1939 и 1944—1946 гг. в Базельском камерном оркестре, в 1949 г. в Базельском симфоническом оркестре, с 1955 г. в Оркестре Тонхалле. Сохранилась запись радиотрансляции 1945 г., на которой Лора Шпёрри исполняет Рондо для скрипки и струнных Франца Шуберта с оркестром Радио Беромюнстер под управлением Германа Шерхена (издана в 2012 г. в составе двойного альбома ранее не издававшихся записей Шерхена).
Сын от первого брака Бруно Шпёрри, швейцарский джазовый музыкант, внучка — писательница Беттина Шпёрри. Второй муж — журналист Карл Гофмайер.